# Rute, Pokrče
Rute (nemško Kreuth) je naselje v Občini Pokrče v Okraju Celovec-dežela na Koroškem v Avstriji.